# Бахрами, Аменех
Аменех Бахрами (перс. آمنه بهرامی‎, род. 29 сентября 1978, Тегеран) — иранская женщина, ослепшая в результате обливания кислотой. Она стала центром международной полемики после того, как потребовала, чтобы напавший на неё Маджид Мовахеди был наказан таким же ослеплением. Наказание возможно в соответствии с шариатским принципом кисас.

## Нападение
Сообщается, что Мовахеди некоторое время преследовал Бахрами, с которой он познакомился как сокурсник в университете Азад в Исламшехре, но ранее никаких действий со стороны полиции не предпринималось. Бахрами шла домой с работы в медицинской инженерной компании в октябре 2004 года, когда он напал на неё. Она попыталась сбежать, но Мовахеди преградил ей путь и плеснул ей в лицо кислотой. Впоследствии она перенесла 17 операций, некоторые проводились в Испании, но остаётся сильно изуродованной и слепой на оба глаза. Правительство Ирана заплатило за её лечение около 22 500 фунтов стерлингов.

## Суд и реакция
Бахрами свидетельствовала против Мовахеди на суде. Она сообщила суду, что желает «устроить ему ту же жизнь, что и мне». Она попросила капнуть ему в глаза двадцать капель кислоты.
Заместитель прокурора Тегерана Махмуд Саларкиа поддержал наказание. «Если этот приговор будет должным образом освещён в СМИ, это прекратит повторение подобных инцидентов», — сказал он. «Осознание наказания имеет огромный сдерживающий эффект в прекращении социальных преступлений». Однако правозащитники резко раскритиковали наказание.
Наказание должно было быть приведено в исполнение 15 апреля 2009 года. Апелляция Мовахеди была отклонена судом, хотя ослепление в том году не состоялось.
Новая дата наказания была назначена на 14 мая 2011 года, но опять наказание не приведено в исполнение, и отложено на неопределённый срок. 31 июля 2011 года Аменех простила и помиловала нападавшего, заявив, что сделала это для своей страны.
Мохаведи заявил, что, если он будет ослеплён, власти должны также «опорожнить» глаза Бахрами, чтобы она не могла тайно видеть.

## Последующие годы
Бахрами отказалась от традиционных «кровавых денег» от нападавшего, так как считала, что нападавший заслужил суровое возмездие за свои действия. Однако у неё не было медицинской страховки, а её медицинские счета были высокими, что вынуждало её собирать деньги в интернете, чтобы оплатить операции. Было описано, что после нападения она стала самодостаточной и научилась самостоятельно выполнять такие задачи, как готовить еду и ходить в квартиру своих родителей. По состоянию на 2010 год она жила в Испании.